# Ferrari 12Cilindri
Ferrari 12Cilindri — двухместный berlinetta, представленный итальянской фирмой Ferrari 3 мая 2024 года в Майами-Бич.

## Особенности

### Двигатель
Ferrari 12Cilindri оснащён 6,5-литровым (6496 см3) двигателем F140 V12, который также применяется в Ferrari 812 Competizione. Он развивает мощность 610 кВт (830 л. с.) при 9250 об/мин и крутящий момент 678 Н·м при 7250 об/мин.

### Колёса
Ferrari 12Cilindri оснащается колёсами размером 21 дюйм с шинами Michelin Pilot Sport S5 или же Goodyear Eagle F1 Supersport. Тормоза (398 мм впереди и 360 мм сзади) приводятся в движение электронной командой «торможение по проводам». Рулевое управление на все колёса.

### Аэродинамика
Ferrari 12Cilindri сочетает в себе активную и пассивную аэродинамику для улучшения значений коэффициента лобового сопротивления по сравнению с 812 Superfast. Сзади расположен спойлер для улучшения прижимной силы на высоких скоростях. Боковая часть спойлера может наклоняться на 10° до скорости 60 км/ч (38 миль/ч), действуя как аэродинамический тормоз и создавая 50 кг прижимной силы на высоких скоростях.

### Производительность
Ferrari 12Cilindri разгоняется до 100 км/ч за 2,9 секунды, а до 200 км/ч — за 7,9 секунды. Максимальная скорость составляет 340 км/ч.

## Дизайн
Дизайн Ferrari 12Cilindri выполнен в стиле Ferrari 365 GTB/4 Daytona с чёрной полосой на капоте, которую нельзя снять или перекрасить в другой цвет. Интерьер выполнен в стиле Purosangue и Roma. В то же время Ferrari 12Cilindri является первым gran turismo без аналогового датчика.